# Barili
Barili (Bayan ng Barili) är en kommun i Filippinerna. Kommunen tillhör provinsen Cebu och ligger på ön med samma namn. Folkmängden uppgår till 57 764 invånare.

## Bildgalleri

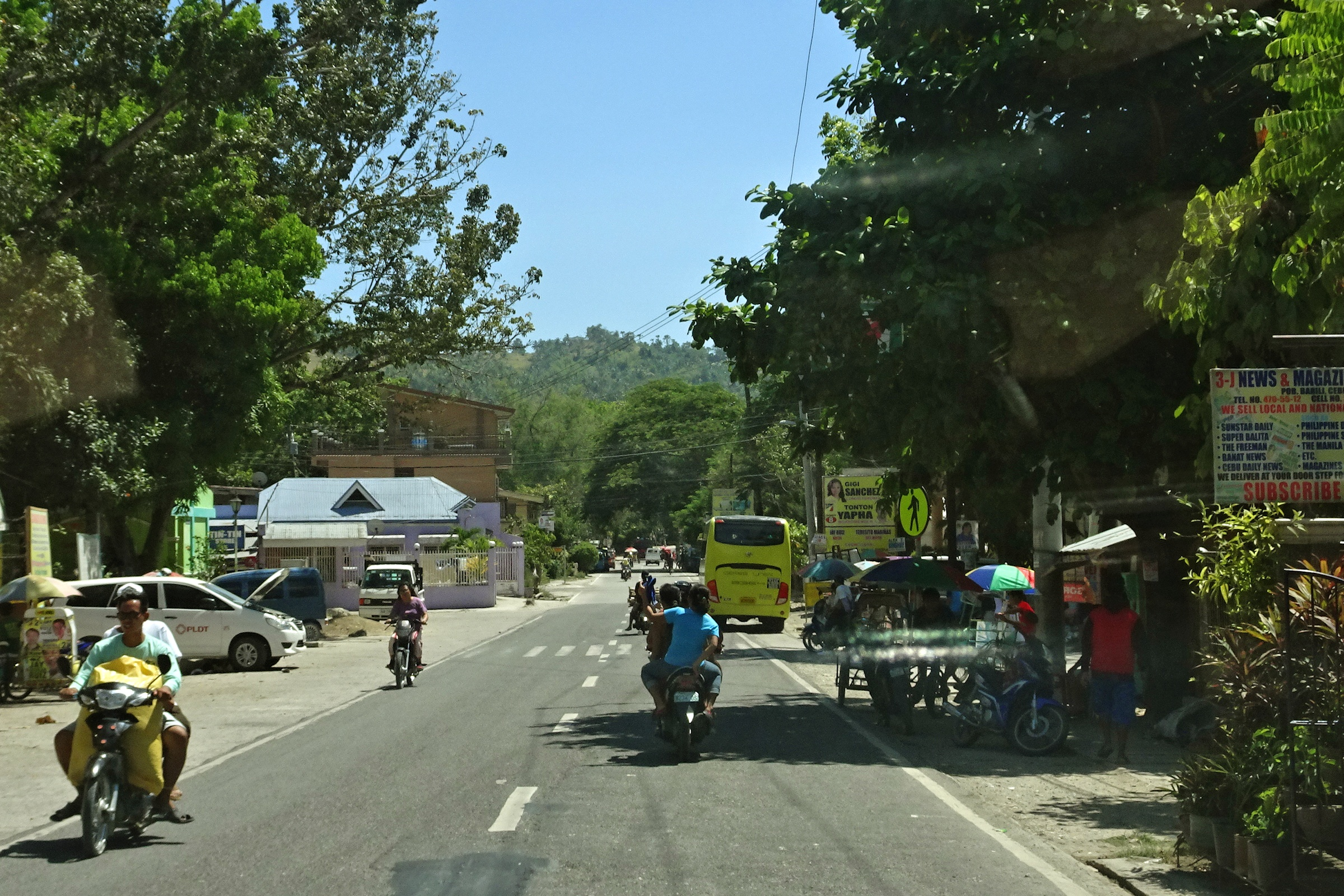
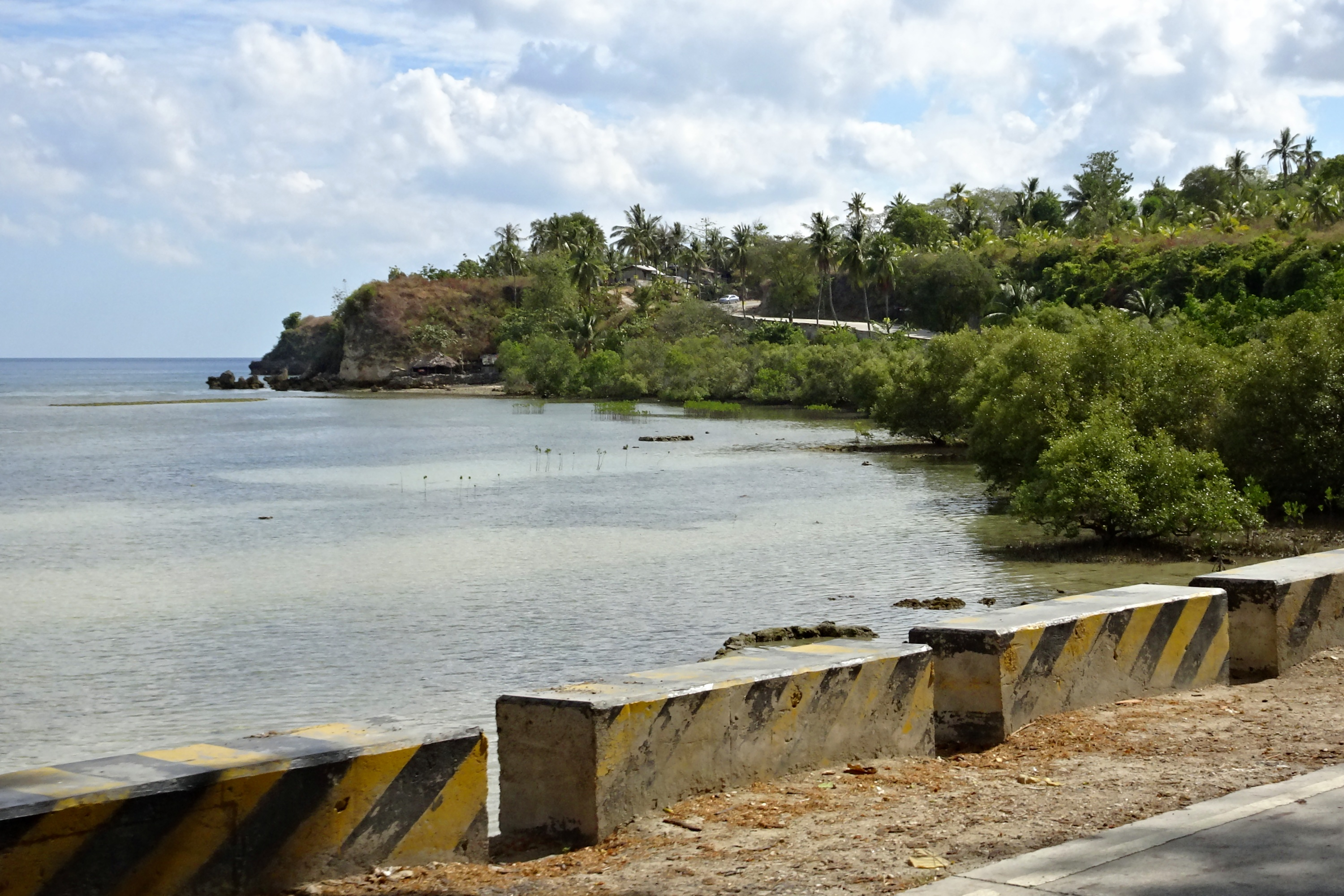
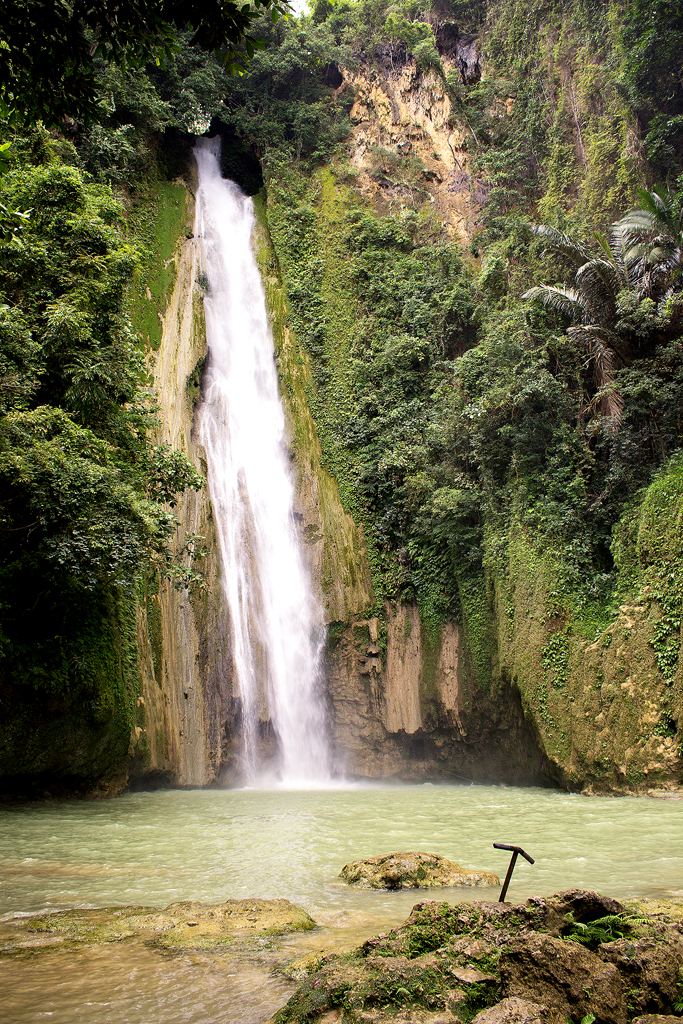

## Barangayer
Barili är indelat i 42 barangayer.
| - Azucena - Bagakay - Balao - Bolocboloc - Budbud - Bugtong Kawayan - Cabcaban - Campangga - Dakit - Giloctog - Guibuangan - Giwanon - Gunting - Hilasgasan | - Japitan - Cagay - Kalubihan - Kangdampas - Candugay - Luhod - Lupo - Luyo - Maghanoy - Maigang - Malolos - Mantalongon - Mantayupan - Mayana | - Minolos - Nabunturan - Nasipit - Pancil - Pangpang - Paril - Patupat - Poblacion - San Rafael - Santa Ana - Sayaw - Tal-ot - Tubod - Vito |